# Scrupt

Scrupt este o comună în departamentul Marne, Franța. În 2009 avea o populație de 127 de locuitori.